# Aéroport de Neuchâtel
L'aérodrome de Neuchâtel (code OACI : LSGN) est un aérodrome se trouvant sur la commune de Boudry en Suisse, il dispose d'un service de douane lui permettant d'accueillir des aéronefs venant de l'étranger. Il est situé à quelques kilomètres de la ville de Neuchâtel et en bordure du lac de Neuchâtel.
L'aérodrome dispose de deux pistes, une sur herbe et une sur bitumeplacées parallèlement.

## Infrastructures
Le terrain est desservi par l'arrêt de Tram des Chézards, par la société TransN.
Un double échangeur autoroutier A5, est à quelques centaines de mètres.

## Opérations
Cet aéroport abrite également : 
- Deux écoles de pilotage ;
- Un club de vol à voile (groupe de vol à voile de Neuchâtel) ;
- Un club de modélisme ;
- Le siège social de l'entreprise Air Espace
- L'entreprise de photographie aérienne Swiss Flight Services